# محمد سیار
محمد بدر سیار (انگلیسی: Mohammed Sayyar؛ زادهٔ ۱۶ فوریهٔ ۱۹۹۱) یک ورزشکار است.